# Messa (Niger)
Messa (auch: Mesa, Messa I, Messaoua) ist ein Dorf in der Landgemeinde Chétimari in Niger.

## Geographie
Das von einem traditionellen Ortsvorsteher (chef traditionnel) geleitete Dorf liegt in der Landschaft Kadzell. Es befindet sich rund 20 Kilometer nordwestlich des Hauptorts Chétimari der gleichnamigen Landgemeinde, die zum Departement Diffa in der gleichnamigen Region Diffa gehört. Zu den weiteren Siedlungen in der Umgebung von Messa zählen Malam Boukardi im Nordosten und Malam Boulamari im Südwesten.
Das Dorf ist Teil der 860.000 Hektar großen Important Bird Area des Graslands und der Feuchtgebiete von Diffa. Zu den in der Zone beobachteten Vogelarten zählen Arabientrappen, Beaudouin-Schlangenadler, Braunrücken-Goldsperlinge, Fuchsfalken, Nordafrikanische Lachtauben, Nubiertrappen, Prachtnachtschwalben, Purpurglanzstare, Rothalsfalken, Sperbergeier und Wüstenspechte als ständige Bewohner sowie Rötelfalken, Steppenweihen und Uferschnepfen als Wintergäste.

## Bevölkerung
Bei der Volkszählung 2012 hatte Messa 254 Einwohner, die in 42 Haushalten lebten. Bei der Volkszählung 2001 betrug die Einwohnerzahl 165 in 31 Haushalten und bei der Volkszählung 1988 belief sich die Einwohnerzahl auf 602 in 113 Haushalten.

## Kultur
Messa ist für die spirituellen Praktiken seiner traditionellen Krieger bekannt.

## Wirtschaft und Infrastruktur
Im Dorf wird ein Wochenmarkt abgehalten. Der Markttag ist Freitag. Es gibt eine Schule.